# Аркадий Райкин (фильм, 1975)
«Аркадий Райкин» — документальный фильм Марины Голдовской, снятый в 1975 году о творческом пути советского актёра и режиссёра эстрады, Народного артиста СССР (1968) Аркадия Райкина.

## Сюжет
О творчестве популярного советского актёра разговорного жанра рассказывают его друзья, знакомые и близкие: Белла Ахмадулина, Георгий Товстоногов, Михаил Ульянов, Леонид Утёсов,  американский режиссёр и сценарист Джордж Кьюкор, Виктория Горшенина, Мариэтта Шагинян и другие. Также в фильме уделена особая роль продолжения актёрской традиции в семье Аркадия Исааковича:  Руфь Марковна Райкина-Иоффе, супруга и соратница мастера по сцене, дети и внуки — актёры Екатерина и Константин Райкины, Алексей Яковлев.
В фильме использованы архивные фрагменты выступлений Райкина разных лет, рабочие моменты съёмок.

## В ролях
- Аркадий Райкин
- Белла Ахмадулина
- Георгий Товстоногов
- Константин Райкин
- Михаил Ульянов
- Екатерина Райкина
- Леонид Утёсов
- Джордж Кьюкор
- Виктория Горшенина
- Илья Ольшвангер
- Владимир Ляховицкий (Вульф)
- Мариэтта Шагинян
- Алексей Яковлев
- Игорь Цветков
- Владимир Храмов
- Михаил Гиндин
- Руфь Райкина-Иоффе
- Рут Каремяэ
- Леонид Натапов
- Иосиф Минкович